# Oospila callicula
Oospila callicula là một loài bướm đêm trong họ Geometridae.